# Roger Buchonnet
Roger Buchonnet (Magnet, Alier, 30 de mayo de 1926 - Saint-Myon, Puèi Domat, 3 de marzo de 2001) fue un ciclista francés que fue profesional entre 1948 y 1958. En su palmarés destacan dos etapas en la París-Niza.

## Palmarés
- 1951
  - Vencedor de una etapa en la París-Niza
- 1953
  - 1.º en los Boucles de la Gartempe
- 1954
  - 1.º en el Circuito de Auvergne
- 1955
  - Vencedor de una etapa en la París-Niza
- 1957
  - 1.º en el Circuito de Auvergne y vencedor de una etapa
  - Vencedor de una etapa a la Volta a Cataluña
  - Vencedor de una etapa a los Boucles de la Gartempe

### Resultados al Tour de Francia
- 1949. Eliminado (2.ª etapa)
- 1951. 39.º de la clasificación general
- 1952. Abandona (5.ª etapa)
- 1955. 51.º de la clasificación general